# فراسينيتو بو
فراسينيتو بو (بالإيطالية: Frassineto Po)‏ هي بلدية في مقاطعة ألساندريا في إقليم بييمونتي في إيطاليا.

## السكان
في سنة 1861 بلغ عدد السكان 2٬311 نسمة، وتطور العدد ليصل في سنة 2011 لـ 1٬471 نسمة.
يظهر هذا المخطط البياني تطور النمو السكاني لـ فراسينيتو بو